# Листовничий, Василий Павлович
Васи́лий Па́влович Листовничий (1876—1919) — российский архитектор, гражданский инженер, владелец «дома Турбиных», прототип персонажа Василиса в романе «Белая гвардия».

## Биография

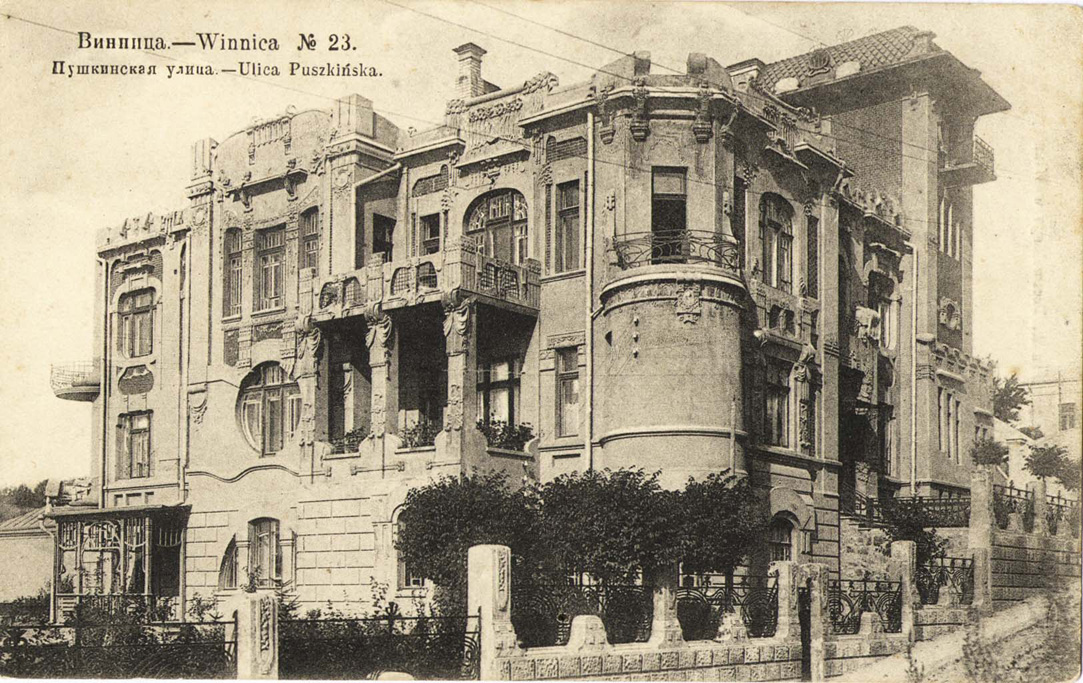
Винница, дом капитана Четкова. Проект Листовничего, дом построен в 1912 году.

Листовничий происходил из семьи купцов первой гильдии выходцев из Черниговской губернии — у его деда была скобяная лавка и шорная торговля на Подоле, потом Листовничие обанкротились.
Своё материальное благополучие Василий Павлович заработал упорным инженерным трудом и самообразованием.
Окончил Киевское реальное училище (1896), затем Институт гражданских инженеров императора Николая I в Санкт-Петербурге (1901).
В 1901 году 25-летний техник строительного отделения губернского правления Листовничий женился на 38-летней Ядвиге Викторовне Крынской — представительнице старинного польского дворянского рода. Её дедом по матери был военный руководитель польского восстания 1830 года, генерал граф Иосиф Хлопицкий
В 1906 году в Киеве издается его книга — «Первоначальное, краткое пособие по печному делу для школ десятников».
«Высочайшим приказом по гражданскому ведомству» за заслуги в городском строительстве В. П. Листовничий был произведен в титулярные советники (чин ІХ класса) с правом на личное дворянство.
В 1909 году Листовничий купил «Дом Турбиных» у купца З. П. Мировича, и ещё три дома, которые вместе составили усадьбу. В доме на верхнем этаже жила семья Булгаковых. Листовничий начал активно перестраивать усадьбу, завел во дворе конюшню, каретный сарай, держал пару лошадей. Его активность вызывала неудовольствие жильцов, особенно Михаила Булгакова. Булгаков в своём романе «Белая гвардия» вывел Листовничего в образе Василисы.
Листовничий много зарабатывал, кроме службы имел частную практику — держал горничную, кухарку, дворника, кучера. На старости Василий Павлович мечтал открыть букинистический магазин — он был знатоком книги.
В 1911 году Листовничий стал архитектором Киевского учебного округа — в него входили Киевская, Подольская, Волынская, Черниговская, Полтавская губернии. Листовничий строил гимназии, училища, участвовал в возведении павильонов Всероссийской сельскохозяйственной и промышленной выставки 1913 года.
За заслуги Листовничему было пожаловано дворянство и звание почётного гражданина Киева.
Во время Первой мировой войны Листовничий был в звании полковника и имел в своем распоряжении служебный автомобиль — длинный открытый «Линкольн», который постоянно маячил под окнами его дома. Он получил этот чин полковника, хотя до этого не имел даже звания прапорщика. В связи с тяжёлыми неудачами Юго-Западного фронта и риском сдачи Киева Листовничего назначили начальником III-го укрепрайона фронта и он строил оборонные сооружения на подступах к городу.
Преподавал в школе десятников (ул. Столыпинская, 55б — впоследствии улица Гончара) и художественном училище на улице Бульварно-Кудрявской, 2. Написал несколько трудов и статей: стал автором «Курса строительной механики» с приложением 86 практических задач и атласом в 419 чертежей. Руководил частной строительной конторой на улице Лютеранской.
После установления в Киеве власти большевиков, в ночь с 6 на 7 июня 1919 года он был арестован ЧК в качестве заложника (как богатый домовладелец). Во время ареста у Листовничего изъяли рукописи книг над которыми он трудился «История Польши» и «Матери великих людей», начиная с матери Гая и Тиберия Гракхов.
Накануне отхода красных Листовничего водили на расстрел. По семейному преданию его выводили к стенке трижды. Расстреливать водили почему-то далеко от Лукьяновской тюрьмы — на Печерск, на ул. Садовую, 5, в Кирпичные конюшни. После ликвидации советской власти киевляне ходили туда и видели на стенах кровь и мозги. В одной из камер Лукьяновской тюрьмы позже его дочь Инна Васильевна нашла нацарапанную на стене надпись: «В ночь на 31.VII.19 г. без обвинения, суда и следствия расстрелян гражданский инженер В. П. Листовничий» — Листовничий был уверен, что его расстреляют.
Но Василия Павловича не расстреляли и в качестве заложника решили увезти из Киева вместе с отступающей Красной армией. 14 августа 1919 года с группой арестантов его в последний раз провели по киевским улицам от Лукьяновской тюрьмы до Днепра. Рядом с колонной арестантов от тюрьмы до Днепра шла его семнадцатилетняя дочь Инна и всю дорогу плакала. Листовничий в тюрьме поседел, оброс длинной седой бородой и усами. Потом Листовничего посадили на пароход и повезли на север вверх по течению по реке Припять в концентрационный лагерь.
Со слов участника событий, инженера Нивина, он и Листовничий пытались бежать ночью с парохода, для чего они решили одновременно выпрыгнуть за борт с разных бортов парохода. Листовничий вылез из окна уборной по одному борту, а инженер Нивин — по другому. По ним начали стрелять. По-видимому, Листовничий был застрелен в воде и не доплыл до берега.

## Семья
- Дед — Василий Васильевич Листовничий, был богат, на Олеговской улице ему принадлежал целый квартал домов, на соседней Глубочицкой — склады. Имел магазин рессорных экипажей на Крещатике. Занимался благотворительностью, построил церковь на Подоле, был почетным гражданином Киева. В конце XIX века склады сгорели.
- Отец — Павел Васильевич, деловыми качествами не обладал, семья обнищала, так что его сын Василий Павлович, учась в реальном училище и институте гражданских инженеров, давал частные уроки, чтобы содержать себя.
- Жена — Ядвига Викторовна Крынская (1863—1936), двоюродная сестра композитора Витольда Малишевского.
- Дочь — Инна Васильевна Кончаковская (1902—1985), была хранительницей Дома Турбиных в советские времена, имела сына и дочь.

## Сооружения Листовничего
- Дом капитана Четкова — Винница, ул. Пушкинская (теперь ул. Пушкина, 38 — городской департамент архитектуры).
- Здания гимназий в Конотопе, Брацлаве и Нежине.
- Женское училище в Остроге.

## Награды
- Орден Святого Станислава
- Орден Святой Анны 3 степени